# 607
سنة 607 م كانت سنة بسيطة تبدأ يوم الأحد (سوف يظهر الرابط التقويم الكامل للعام) حسب التقويم اليولياني، تم استخدام الفئة 607 لهذا العام منذ أوائل العصور الوسطى، عندما أصبح عصر التقويم بعد الميلاد هو الأسلوب السائد في أوروبا لتسمية السنوات

## أحداث
- بدء أعمال بناء هوريو-جي في إكاروغا بالقرب من نارا، اليابان.